# Буров (хутор)
Буров — хутор, входит в состав Раковской сельской территории городского округа «город Михайловка» Волгоградской области России. Население — 5 человек (2010).

## География
Расположен в северо-западной части области, в лесостепи, в пределах Приволжской возвышенности, являющейся частью Восточно-Европейской равнины. Есть пруд.
Уличная сеть состоит из одного географического объекта: ул. Степная.
Абсолютная высота — 139 метров над уровня моря.

## Население
| 2010 |
| ---- |
| 5    |

Гендерный состав
По данным Всероссийской переписи населения 2010 года, в гендерной структуре населения из 5 человек: мужчина — 1, женщин — 4 (20,0 и 80,0 % соответственно).
Национальный состав
Согласно результатам переписи 2002 года, в национальной структуре населения
русские составляли 75 % из общей численности населения в 4 человека.

## Инфраструктура
Личное подсобное хозяйство.

## Транспорт
Просёлочные дороги.